# Alfons Gerling

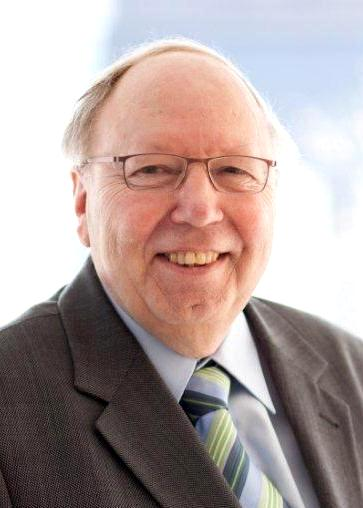
Alfons Gerling (2012)

Alfons Gerling (* 14. August 1944 in Lindschied, Bad Schwalbach) ist ein deutscher Politiker (CDU) und war Abgeordneter des Hessischen Landtags.

## Leben
Nach Abschluss der Volksschule 1959 erfolgte eine Lehre als Einzelhandelskaufmann. Im Anschluss leistete Gerling seine Wehrpflicht in den Jahren 1964–1965 beim Bundesgrenzschutz ab. Ab 1966 war er als kaufmännischer Angestellter tätig.
Alfons Gerling ist katholisch, verheiratet und hat zwei Söhne. Er wohnt seit 1944 in Frankfurt-Zeilsheim.

## Politik
Im Jahr 1964 begann das politische Engagement von Alfons Gerling mit dem Eintritt in die Junge Union. 1970 folgte dann der Eintritt in die CDU, in der er eine Vielzahl von Führungsämtern bekleidete. So war bzw. ist er
- von 1972 bis 2013 Vorsitzender der CDU-Zeilsheim
- 1984 bis 2006 Beisitzer im CDU-Kreisvorstand Frankfurt, seitdem kooptiert
- 1990 bis 2014 Vorsitzender der CDU-Arbeitsgemeinschaft West[1]
- von 2006 bis 2012 Landesvorsitzender der Senioren-Union der CDU-Hessen
- seit 2008 Mitglied des Bundesvorstandes der Senioren-Union, 2010 bis 2016 stellvertretender Bundesvorsitzender

In der Zeit von 1972 bis 1989 war Gerling Stadtverordneter in Frankfurt am Main und von 1985 bis 1989 Mitglied der Verbandsversammlung des Landeswohlfahrtsverbandes Hessen.
Von 1987 bis 2014 war Gerling Mitglied des Hessischen Landtags, gewählt für den Wahlkreis Frankfurt am Main I. Dort war er unter anderem:
- Mitglied des Sozialpolitischen Ausschusses, von 2003 bis 2008 stellvertretender Vorsitzender
- Mitglied des Unterausschusses Justizvollzug, von 1999 bis 2008 Vorsitzender und von 2009 bis 2014 stellvertretender Vorsitzender
- Mitglied des Rechtsausschusses
- Mitglied des Ältestenrates

Im September 2012 kündigte Gerling an, bei der Landtagswahl am 22. September 2013 nicht erneut für das Landtagsmandat zu kandidieren. Sein Nachfolger als Direktkandidat im Wahlkreis ist Uwe Serke.
In den Jahren 1999, 2004, 2009, 2010 und 2012 war Alfons Gerling Mitglied der Bundesversammlung.

## Sonstige Ämter
Gerling ist Mitglied und Vorstand in vielen Vereinen. Von 1971 bis 2005 war er Vorsitzender des Vereinsrings Zeilsheim und wurde 2005 zum Ehrenvorsitzenden des Vereinsrings ernannt. Ebenfalls ein Schwerpunkt seiner Arbeit ist das Engagement in der katholischen Kirche, wo er unter anderem von 1972 bis 1980 Mitglied des Kath. Stadtsynodalrates Frankfurt war.
Weitere Funktionen sind/waren:
- 1996 bis 2016 Mitglied des Aufsichtsrates der Volksbank Höchst am Main e.G.
- Mitglied des Beirates (seit 1998) und Landesvorstandsmitglied (seit 2011) im Volksbund Deutscher Kriegsgräberfürsorge Hessen
- 1999 bis 2015 Landesvorstandsmitglied im VDK-Landesverband Hessen-Thüringen (seit 1999)

## Auszeichnungen und Ehrungen

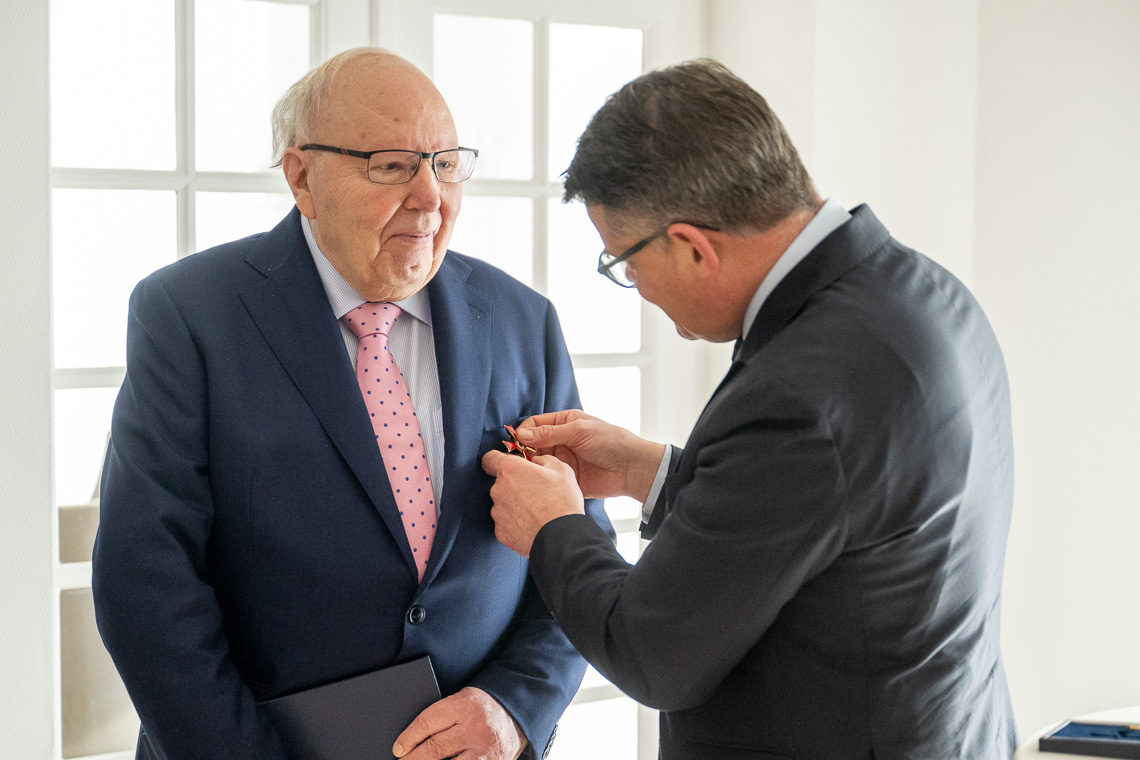
Ministerpräsident Boris Rhein verleiht im Auftrag Alfons Gerling das Verdienstkreuz 1. Klasse.

- Ministerpräsident Boris Rhein verleiht im Auftrag Alfons Gerling das Verdienstkreuz 1. Klasse.2004: Verdienstkreuzes am Bande des Verdienstordens der Bundesrepublik Deutschland
- 2014: Hessischen Verdienstordens
- 2019: Bürgermedaille der Stadt Frankfurt
- 2022: Verdienstkreuzes 1. Klasse des Verdienstordens der Bundesrepublik Deutschland[2]